# Sepp Gratzer
Sepp Gratzer (* 11. Juni 1955) ist ein ehemaliger österreichischer Sportfunktionär. Im Auftrag der FIS war er als Material-Kontrolleur im Skisprung-Weltcup und dem Grand Prix sowie als Koordinator für den Continental-Cup aktiv.

## Laufbahn und Positionen
Gratzer, Mitglied des SV Achomitz, betrieb selbst den Skisprungsport. Er wurde 1969 Landesmeister und nahm an der Vierschanzentournee 1973/74 teil. Seit 1992 war der Österreicher Material-Kontrolleur im Auftrag der FIS, wofür er von seiner hauptberuflichen Tätigkeit beim Zoll freigestellt wurde. Ab dem Grand Prix 2016 erhielt Gratzer Unterstützung durch Michael Neumayer.
Sepp Gratzer kritisierte die Ausreizung des Reglements, da dies die Springer zusätzlich unter Druck setzt und deren Konzentration beeinträchtigt. Angesichts der zunehmenden Anzahl von Kreuzbandverletzungen mahnte er vor der Saison 2020/21 erfolgreich die Verwendung einheitlicher Keile an den Schuhen der Athleten an.
Im März 2021 kündigte Gratzer seinen Rücktritt zum Ende der laufenden Weltcups an, die Nachfolge übernahm der Finne Mika Jukkara.

## Sonstiges
Gratzer ist verheiratet und hat zwei Kinder. Er lebt in Feistritz an der Gail.